# 물레새
물레새(forest wagtail)는 할미새과에 속하며 학명은 Dendronanthus indicus이다. 몸길이 약 17cm로 등은 감람녹색이고, 배는 흰색이며, 가슴에 검은색 띠가 뚜렷하게 있다. 날개에 흰색 띠 두 줄이 있고 가슴에는 검은 띠가 두 줄 있다. 꼬리깃을 좌우로 흔들고 높은 나무에 둥지를 두는 특성이 있다. 땅 위에서는 양쪽 다리를 빠르게 움직이면서 먹이를 찾아다닌다. 주로 곤충을 먹으며, 거미도 먹는다. 4개의 알을 낳으며, 알은 잿빛 바탕에 갈색 반점이 흩어져 있다. 한국과 일본·중국·러시아에서 번식하고, 동남아시아에서 월동한다.